# НО. Новая рассказ-газета
"НО. Новая-рассказ газета." — российский общественно-политический журнал. Был основан . 15 июля 2022 года бывшими журналистами Новой газеты, временно прекратившей свою деятельность 28 марта. В журнале публикуются тексты Дмитрия Быкова, Людмилы Улицкой, Бориса Гребенщикова, а также многих других журналистов, публицистов, и общественных деятелей России. 
22 июля 2022 года сайт издания заблокирован по требованию Генпрокуратуры..